# Vitor Buaiz
Vitor Buaiz GOMM (pronunciado [ˈvitoʁ buˈajs]) (Vitória, 19 de agosto de 1943) é um professor, médico e político brasileiro filiado ao PV. Pelo Espírito Santo, foi governador e deputado federal, além de prefeito da capital Vitória.
Descendente de libaneses, formou-se em medicina pela Universidade Federal do Espírito Santo (UFES) em 1967. Tem especialização em Gastrenterologia e Nutrição pela UFRJ. Na universidade atuou ativamente no movimento estudantil. No exercício de sua profissão como professor exerceu dezenas de cargos na academia e participou de um leque variado de seminários e cursos. De 1970 a 1973 ocupou a Coordenação do Programa de Controle da Esquistossomose no Espírito Santo. Foi chefe do Departamento de Clínica Médica da UFES. Militou no Sindicato dos Médicos do ES, tendo sido um dos seus fundadores e seu primeiro  presidente em 1979.
Foi vice-presidente da Federação Nacional dos Médicos e Secretário Geral da Associação Médica do ES, por duas vezes. Participou da fundação do Partido dos Trabalhadores (PT) em 1980. Nos anos seguintes participou ativamente no movimento das Diretas Já. Ainda em 1979 foi um dos líderes da campanha vitoriosa contra a instalação de um depósito de lixo atômico no estado. De 1990 a 1992 foi o Coordenador do Comitê de Defesa da Democracia e contra a Violência. Em 1993 foi membro da Coordenação Nacional da Campanha contra a impunidade.  
Foi eleito deputado federal em 1986 e tornou-se um dos deputados constituintes. Em 1988 foi eleito prefeito de Vitória. As avaliações que são feitas sobre a sua gestão à frente da Prefeitura são predominantemente elogiosas. Há um reconhecimento de que foi um período de realizações importantes para a cidade, notadamente nas áreas de assistência social, educação, cultura e saneamento. Também há o registro de que durante seu mandato como prefeito de Vitória, houve um ambiente de efetiva participação da sociedade civil e dos servidores públicos. Como prefeito, participava das assembleias, ouvia as reivindicações dos servidores e estava sempre aberto ao diálogo. Segundo alguns depoimentos de servidores que trabalharam na época, esse foi o melhor momento para se trabalhar como servidor público municipal e o prefeito é tido como o melhor que a capital capixaba já teve
Em 1994 foi eleito governador do estado do Espírito Santo para o mandato 1995 -1998. Sua eleição ocorreu em 2º turno, tendo disputado contra o candidato do então PSD, Cabo Camata. 
A avaliação de sua administração à frente do governo estadual é controversa, sendo objeto de elogios e críticas. Foi um período conturbado para a gestão governamental. embora tenha havido realizações importantes. Uma referência muito difundida na imprensa estadual foi a de que o governo não conseguiu dar conta dos desafios encontrados. Em seu governo houve um longo período de litígio com os deputados estaduais e lideranças do seu próprio partido. Essa ambiência conflituosa levou o governador a sair do partido do qual tinha sido fundador.
A atuação da Assembleia legislativa impôs pressões para a aprovação de leis e restringiu a capacidade do seu governo administrar as contas públicas. Há também críticas de que a própria equipe de governo não fez a leitura devida da difícil realidade que se enfrentava no início do mandato e por isso concedeu um reajuste salarial aos servidores públicos. Mas a força desse argumento para a crise é duvidosa. Pesquisadores demonstraram que essa medida não teve a importância que muitos atribuíram à crise daquela época [4]. 
Mas a avaliação justa do governo estadual da quadra 1995-1998 requer que se considere a realidade da conjuntura política e econômica da época. Na economia, o fim do longo período inflacionário que se vivia determinou a obrigação de fortes ajustes nas finanças das empresas, com impactos negativos sobre a arrecadação de tributos. Nas finanças estaduais essa exigência de um ajuste real das contas foi seguida também do fim de uma alternativa de administração do caixa até então muito utilizada que era as operações bancárias de ARO – Antecipação de Receitas Orçamentárias -. Para agravar ainda mais a situação financeira houve a aprovação em 1996 da Lei Complementar 87, conhecida como “Lei Kandir”, que isentava de tributos as exportações.
Essa medida impactou fortemente a economia estadual, a qual tem uma forte relação com o comércio exterior. 
No período houve um crescimento fortíssimo das importações pelos portos capixabas. Mas os ganhos tributários com aquele crescimento não ocorreram por causa do sistema FUNDAP que praticamente absorvia por completo a parcela da receita destinada ao Estado.  O atraso no pagamento dos salários dos servidores foi o maior complicador para o governo estadual. Essa realidade levou à situação do governador não se candidatar para um novo mandato, tendo, à época, apoiado o seu vice-governador Renato Casagrande (PSB), que perdeu a eleição para o Senador do PSDB José Inácio Ferreira.
O governador Vitor Buaiz buscou saídas junto ao governo federal. Mas o tratamento dado ao Estado foi marcado pela frieza e distanciamento. A relação com os ministros era difícil, com destaque para a forma rude e até mesmo desrespeitosa adotada pelo então Ministro do Planejamento José Serra nas interlocuções travadas com o governador Buaiz.  Em 1995, o Estado defendia seus interesses enquanto acionista minoritário da ESCELSA, a concessionária de distribuição de energia elétrica, que havia sido parcialmente alienada pelo governo federal ainda no governo Albuino Azeredo. As negociações na época foram muito difíceis, alheias a um republicanismo constitucional.  
O Presidente Fernando Henrique Cardoso pouco fez pelo Estado em todos os quatro anos. Antes, ele havia apoiado a eleição de Buaiz em 1994 e tal apoio foi muito importante para a sua vitória. Porém, ao longo dos quatro anos, FHC efetivamente não teve motivos para visitar o ES. Em uma primeira vez esteve por poucas horas no início de obras de um terminal portuário privado em Vila Velha que era, inclusive, financiado pelo governo estadual. De outra vez, o Presidente apenas fez uma breve parada no aeroporto, quando estava a caminho de uma visita à ilhas de Trindade e Martin Vaz, arquipélago localizado a 1.200 kms da costa capixaba e pertencente ao município de Vitória.     
O apoio das lideranças políticas capixabas da época abriu a possibilidade do estado tomar empréstimos junto ao BNDES. Tais créditos impuseram obrigações rígidas para alienação de ativos da empresa estadual de habitação e da empresa de saneamento.
Apesar das profundas dificuldades e dos titubeios na gestão, durante o governo Vitor Buaiz houve realizações importantes para o desenvolvimento do Espírito Santo. 
No seu governo o Bandes instituiu um amplo programa de financiamento a pequenos produtores rurais e microempreendedores. O PROPEN – Programa Pequenos Negócios - foi classificado como uma referência nacional.  O governo estadual fortaleceu as empresas capixabas do setor metal-mecânico nos projetos de investimentos da então Aracruz Celulose, CST e Vale. Tais ações foram importantes, em um momento delicado da economia brasileira com restrições de crédito privado.
Naquele período o ES foi o primeiro estado a aderir ao FUNDEF (Emenda Constitucional 14/96) assegurando recursos financeiros para educação e terminando de uma vez por todas com atrasos nos pagamentos dos professores e demais profissionais da área. 
A única concessão pública rodoviária estadual, cujo objeto foi a 3ª Ponte ligando a capital Vitória ao município de Vila Velha e o trecho da estrada até Guarapari foi feita naquele período. Há, em torno do fato, elogios em função das melhorias ocorridas e críticas em função dos valores cobrados de pedágio. Mas foi essa a única concessão estadual até hoje. Uma outra conquista importante em termos de obras foi a conclusão da ponte sobre o rio Doce, a qual vinha se arrastando havia mais de dez anos.
No período de seu governo foi formalizado o ingresso da região norte do  Espírito Santo na SUDENE.
Em 1995, Buaiz foi admitido pelo presidente Fernando Henrique Cardoso à Ordem do Mérito Militar no grau de Grande-Oficial especial.